# Amarelinha

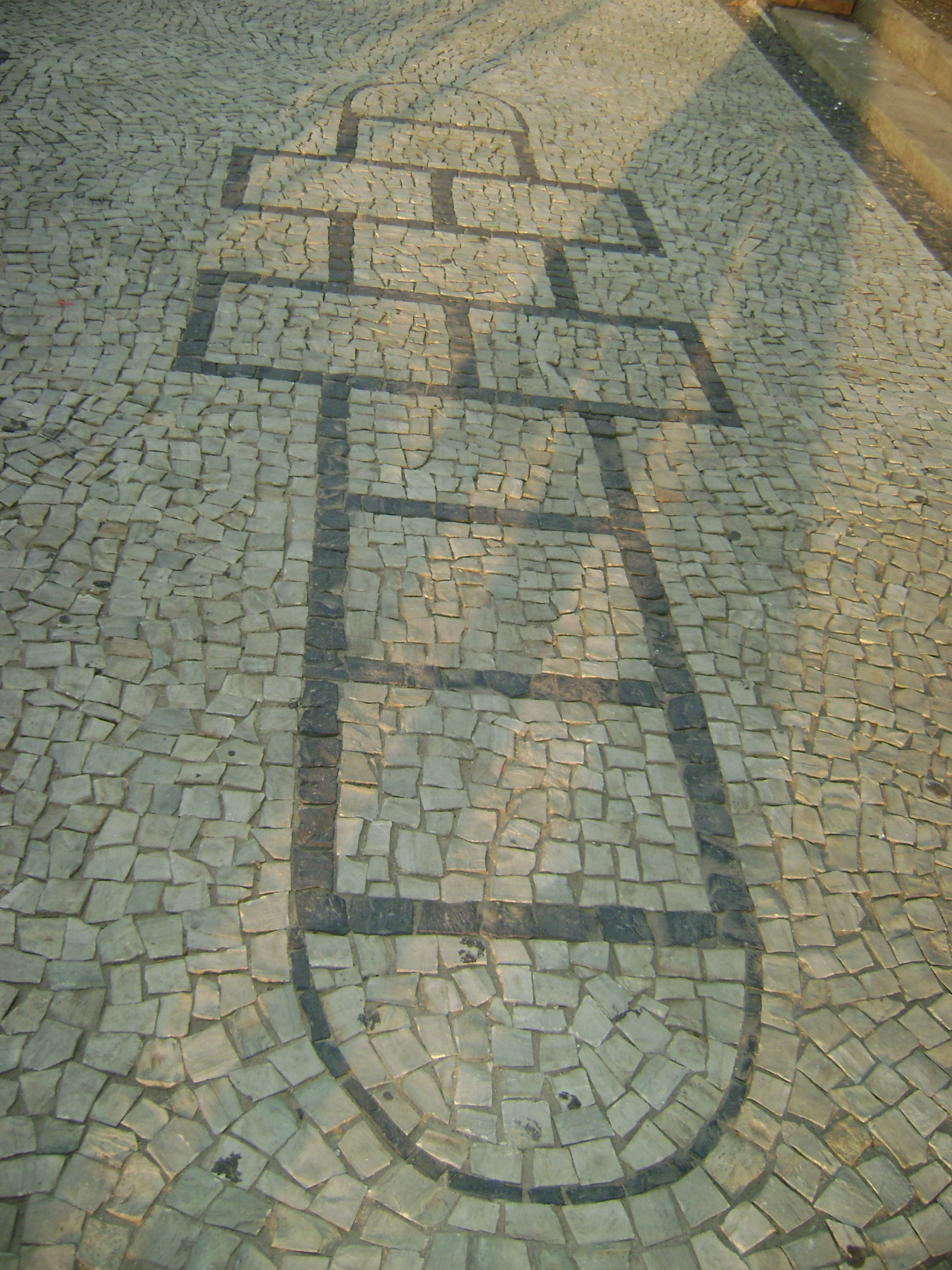
O jogo de Amarelinha na entrada do campus I do Cefet-MG.

Amarelinha (português brasileiro) ou Jogo da Macaca (português europeu) (ou simplesmente macaca) é uma brincadeira popular entre crianças. 

## Etimologia
O nome brasileiro do jogo vem do francês marelle, que por adaptação popular ganhou a associação com amarelo e o sufixo diminutivo.

## Origem
Acredita-se que amarelinha teria sido inventada pelos romanos, já que gravuras mostram crianças brincando de amarelinha nos pavilhões de mármore nas vias da Roma antiga. Na época, o percurso carregava o simbolismo da passagem do homem pela vida. Por isso, em uma das pontas se escrevia céu e, na outra, inferno.
Porém, as primeiras referências ao jogo de que se tem registro confirmado datam do século 17. No manuscrito Book of Games (“Livro de jogos”, em português), compilado entre os anos de 1635 e 1672, o estudioso inglês Francis Willughby já descrevia a brincadeira em que crianças pulavam sobre linhas no chão no percurso que simbolizava a trajetória do homem através da vida.

## Como jogar

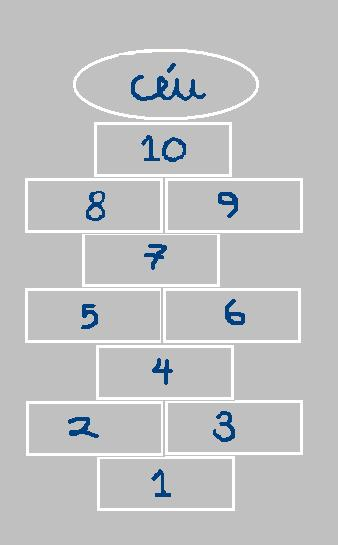
Uma das versões do riscado da Amarelinha.

O jogo consiste em saltar num pé sobre oito quadrados gizados ou riscado no chão, que compõem uma figura geométrica, salvo sobre aquele onde cair a pedra ou malha, que é lançada pelos jogadores antes de começarem a jogar.
O desenho da figura geométrica tanto pode apresentar quadrados como retângulos, geralmente numerados de 1 a 10, e o topo- o céu- costuma ser de formato semicircular ou oval. 

## Regras do jogo[3]
Tira-se à sorte quem começa.
Cada jogador atira uma pedrinha ou malha, inicialmente à casa com o número 1, devendo acertar dentro das linhas. Em seguida, salta ao pé coxinho nas casas isoladas e com os dois pés nas casas duplas, evitando a que contém a pedrinha.
Chegando ao céu, pisa com os dois pés e retorna, pulando da mesma forma até as casas 2-3, de onde o jogador tem de apanhar a pedrinha do chão, sem perder o equilíbrio, e saltar de volta ao ponto de partida. Não cometendo erros, atira a pedrinha à casa 2 e depois continua assim sucessivamente, por todas as casas numeradas.
Perde a vez quem:
Pisar as linhas do jogo
Pisar a casa onde está a pedrinha
Não acertar com a pedrinha na casa onde ela deva cair
Não conseguir (ou esquecer-se) de apanhar a pedrinha

Ganha quem acabar de saltar por todas as casas primeiro.

## Cultura popular
É conhecida por diversos nomes:
- Em Angola chama-se semalha
- No Brasil tem vários nomes dependendo da região:
  - Em Alagoas é chamada de avião.
  - Na Bahia e no Pará, diz-se pular macaco ou macaca, semelhante a Portugal.
  - No Maranhão é cancão.
  - Em Minas Gerais é maré. Diz-se "pular maré", não "jogar maré".
  - Na Paraíba e Pernambuco é academia ou cademia.
  - No Piauí é boneca.
  - No Rio de Janeiro pode ser ainda academia ou cademia e marelinha.
  - No Rio Grande do Norte é avião, como em Moçambique. Embora em Natal tal como PB e PE a nomenclatura seja a mesma do RJ provavelmente pela migração.
  - No Rio Grande do Sul é sapata ou zapata.
  - Em Sergipe se chama macacão.
- No Chile é o luche.
- Na Colômbia é chamada coroza ou golosa.
- Em Espanha a brincadeira é chamada: cuadrillo, infernáculo, reina mora, pata coja ou rayuele.
- Nos Estados Unidos e na Inglaterra  é hopscotch.
- Em França, por fim, é marelle, denominação que deu origem a amarelinha, marelinha e maré no Brasil.
- Na Galiza o jogo tem vários nomes: a chapa, truco, mariola, peletre, cotelo, macaca, estrícula, entre outros. Ainda que hoje a sua prática esteja muito reduzida,  em tempos recuados, jogou-se em mais de 40 desenhos diferentes.
- Na Itália chama-se gioco della campana.
- Em Moçambique, chama-se avião ou neca.[9]
- No Peru é a rayuela.
- Em Portugal, há outras variações: jogo da macaca, jogar ou saltar à macaca e, ainda, jogo-do-homem e pé-coxinho.[10]
- Na Rússia é классики (clássiqui)